# Mediterraneo (Bresh)
| Recensione | Giudizio |
| ---------- | -------- |
| Newsic     | 7,25/10  |
| Rockol     | 7/10     |

Mediterraneo è il terzo album in studio  del cantautore italiano Bresh, pubblicato il 6 giugno 2025 con doppia etichetta Epic Records e Sony Music.
L'album contiene il singolo La tana del granchio, con cui il cantautore ha gareggiato al 75º Festival di Sanremo, classificandosi all'undicesimo posto al termine della manifestazione.

## Antefatti e descrizione
Il disco è il terzo ed ultimo capitolo della trilogia basata sull'acqua, in particolare sul mare, iniziata nel 2020 con la pubblicazione del primo album, Che io mi aiuti, e proseguita nel 2022 con la pubblicazione del secondo album, Oro blu.
Il progetto discografico si compone di sedici tracce scritte dallo stesso Bresh con la collaborazione di autori e produttori, tra cui Daniele Nelli, in arte Danien, Luca Di Blasi, Dibla, Matteo Ciceroni, in arte Grow Tribe, Giorgio De Lauri, in arte Jiz, Roy Lenzo, Luca Ghiazzi, in arte Shune, e Stefano Tognini, in arte Zef. Il disco, annunciato il 21 maggio 2025, tratta le tematiche biografiche del cantautore, tra cui la vita nella città di Genova e il suo rapporto con la musica. Il successivo 2 giugno è stata rivelata la lista tracce e i featuring, tra cui cinque collaborazioni con Achille Lauro, Sayf, Shune, Tedua e Kid Yugi.

## Promozione

### Singoli
Il primo singolo estratto dall'album, Guasto d'amore, è stato pubblicato il 27 gennaio 2023.
Il 7 aprile 2023 è uscito Altamente mia come secondo singolo estratto dall'album.
Il terzo singolo estratto dall'album è stato Torcida, pubblicato il 10 maggio 2024.
Il quarto singolo estratto dall'album, La tana del granchio, è stato pubblicato il 12 febbraio 2025 in concomitanza alla partecipazione del cantautore al 75º Festival di Sanremo.
Il 9 maggio 2025 è stato pubblicato Umore marea come quinto singolo estratto dall'album.

### Tour
Per promuovere il disco, il cantautore è stato impegnato in un instore tour, articolato in tre date il 9, l'11 e il 12 giugno 2025 nei centri commerciali di Genova, Roma e Milano, mentre il tour estivo, inizialmente previsto, è stato annullato a causa della ritardata uscita del disco che non ha permesso di preparare uno show adeguato. Ad esse sono seguite le date della tournée Marea tour, che lo vedrà esibirsi nei palasport italiani per cinque date: il 25 ottobre al Palazzo del Turismo di Jesolo, il 1º novembre al Palazzo dello Sport di Roma, il 6 e il 7 novembre all'Unipol Forum di Assago (MI) e il 9 novembre all'Unipol Arena di Casalecchio di Reno (BO).

## Tracce
1. Rotta maggiore (partenza) – 2:34 (Andrea Emanuele Brasi, Luca Blasi, Luca Ghiazzi)
2. Umore marea – 2:38 (Andrea Emanuele Brasi, Luca Ghiazzi, Rocco Biazzi)
3. Capo Horn (feat. Tedua) – 2:38 (Andrea Emanuele Brasi, Mario Molinari, Andrea De Filippi, Giorgio De Lauri, Luca Di Blasi)
4. Kamala – 3:07 (Andrea Emanuele Brasi, Luca Di Blasi, Luca Ghiazzi)
5. La tana del granchio – 3:28 (Andrea Emanuele Brasi, Giorgio De Lauri, Luca Di Blasi, Luca Ghiazzi)
6. Altezza cielo (feat. Kid Yugi) – 2:41 (Andrea Emanuele Brasi, Francesco Stasi, Luca Ghiazzi, Michele Bargigia)
7. Agave – 3:17 (Andrea Emanuele Brasi, Luca Ghiazzi, Rocco Biazzi)
8. Popolo della notte – 2:46 (Andrea Emanuele Brasi, Luca Ghiazzi)
9. Aia che tia – 3:17 (Andrea Emanuele Brasi, Giorgio De Lauri, Luca Di Biasi)
10. Dai che fai – 3:20 (Andrea Emanuele Brasi, Edorardo D'Erme, Roy Lenzo)
11. Guasto d'amore (con Shune) – 3:20 (Andrea Emanuele Brasi, Luca Carosio, Luca Di Blasi, Luca Ghiazzi)
12. Tarantola – 3:07 (Andrea Emanuele Brasi, Luca Di Blasi, Luca Ghiazzi)
13. Erica (feat. Sayf) – 2:53 (Andrea Emanuele Brasi, Adam Viacava, Giorgio De Lauri, Luca Di Blasi)
14. Il limite (feat. Achille Lauro) – 3:11 (Andrea Emanuele Brasi, Daniele Nelli, Giorgio De Lauri, Lauro De Marinis, Luca Di Blasi, Luca Ghiazzi, Matteo Ciceroni)
15. Torcida (con Shune) – 2:52 (Andrea Emanuele Brasi, Alessandro De Crescenzo, Stefano Tognini)
16. Altamente mia – 2:54 (Andrea Emanuele Brasi, Luca Di Blasi, Luca Ghiazzi)

## Classifiche
| Classifica (2025) | Posizione massima |
| ----------------- | ----------------- |
| Italia            | 1                 |
| Svizzera          | 73                |